# Amastus vandregisili
Amastus vandregisili är en fjärilsart som beskrevs av William Schaus 1924. Amastus vandregisili ingår i släktet Amastus och familjen björnspinnare. Inga underarter finns listade i Catalogue of Life.